# Miss Peace International
Miss Peace International je mezinárodní soutěž krásy organizovaná tureckou agenturou Cünkut Model Agency, sídlící na severním Kypru.

## Úspěchy českých dívek
| Ročník                        | jméno a příjmení   | umístění     |
| ----------------------------- | ------------------ | ------------ |
| Miss Peace International 2011 | Dominika Hužvárová | II. vicemiss |
| Miss Peace International 2012 | Dominika Opplová   | vítězka      |